# Múlafossur

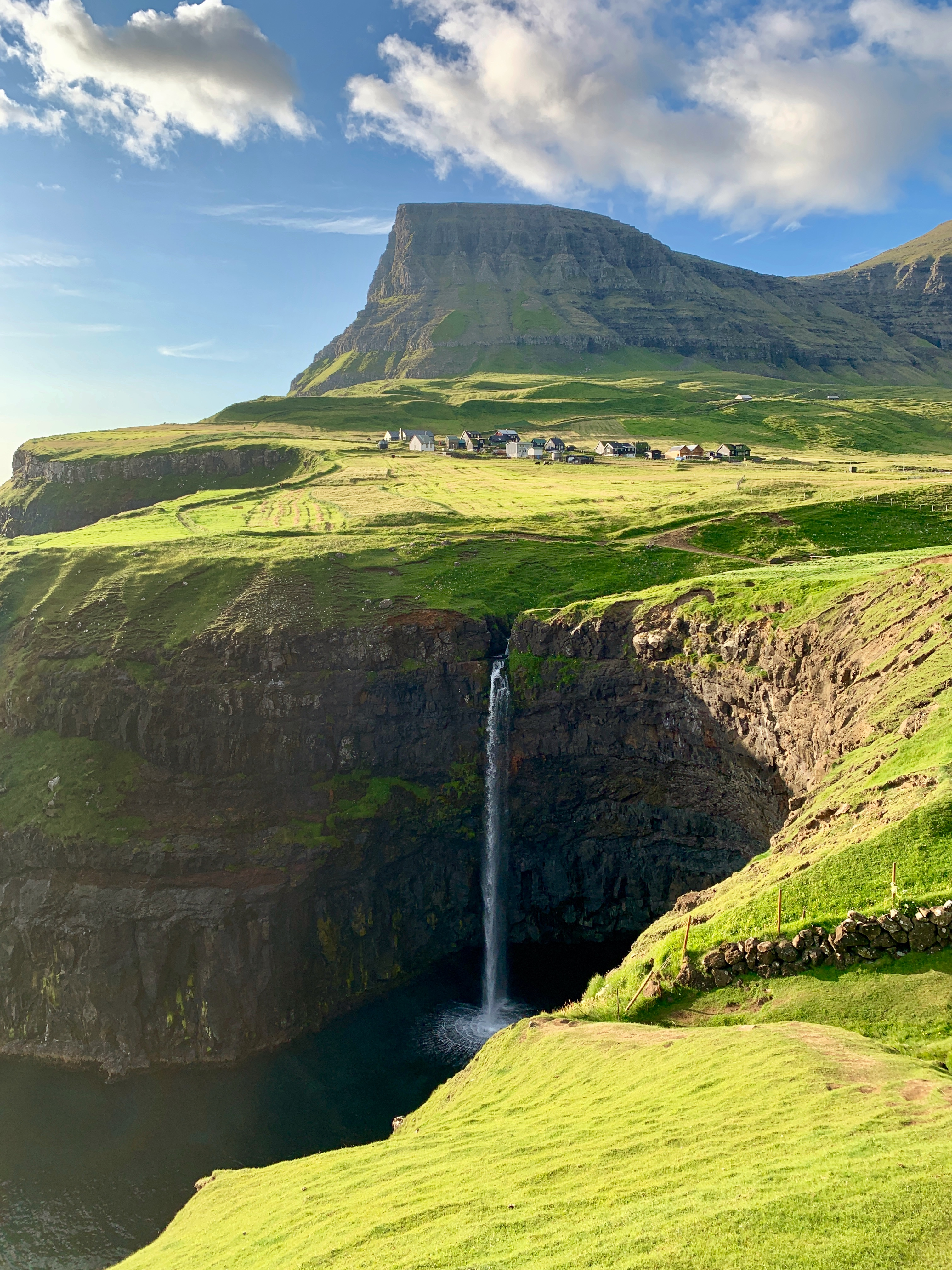
Blick auf den Wasserfall Múlafossur und den dahinterliegenden Ort Gásadalur, August 2019

Der Múlafossur ist ein Wasserfall am Rande des Küstenorts Gásadalur im Westen der Insel Vágar auf den Färöer. Der Wasserfall gilt als eine der größten Attraktionen der Inselnation und liegt etwa 11 Kilometer vom Flughafen Vágar entfernt. Der steil abfallende Múlafossur speist sich aus einem kleinen Bach und hat eine Höhe von mehr als 30 Metern. Parkplätze befinden sich in unmittelbarer Nähe.

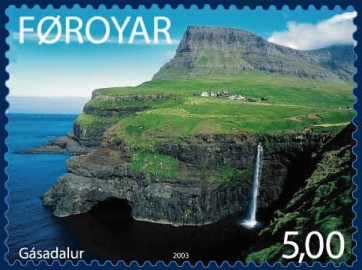
Gásadalur mit dem Wasserfall Múlafossur im Vordergrund und dem Adlerberg Árnafjall im Hintergrund (Färöische Briefmarke von 2003)